# René Römer
René Antonio Römer (Curaçao, 2 juli 1929 - aldaar, 25 februari 2003) was de vijfde gouverneur van de Nederlandse Antillen van 1983 tot 1989. Hij was socioloog, wetenschapper en antilleanist.

## Leven en werk
Römer groeide op in Otrobanda als vijfde uit negen kinderen van Jose Ciro Römer en Johanna Maria Gorsira. Hij is broer van Raul Gervasio Römer.  Na de HBS aan het Peter Stuyvesant College te hebben voltooid vertrok hij naar Nederland, waar hij in 1956 het doctoraalexamen sociologie aan de Katholieke Universiteit Nijmegen cum laude behaalde. In 1977 promoveerde hij aan de Rijksuniversiteit Leiden op het proefschrift "Un pueblo na kaminda" (Nederlands: “Een volk op weg”).
Bij terugkeer op Curaçao begon Römer zijn carrière als ambtenaar. Tussen 1959 en 1974 was hij werkzaam als coördinator in de jeugdzorg en als hoofd van het Bureau Cultuur en Opvoeding van de Nederlandse Antillen. Na de onlusten van 30 mei 1969 werd hij benoemd tot lid en later voorzitter van de commissie, die in het leven werd geroepen om oorzaken en achtergronden te bestuderen die tot de uitbarsting hadden geleid.
In 1974 stapte hij over naar de Antilliaanse hogeschool als docent en was vanaf 1975 rector. Onder zijn bewind werd de hogeschool uitgebreid en omgezet in een universiteit met de naam Universiteit van de Nederlandse Antillen. In 1981 werd hij benoemd tot rector magnificus en hoogleraar in de sociologie van het Caribisch Gebied aan de faculteit van rechtsgeleerdheid; de eerste Antilliaan in deze functies. Römer was eind jaren 70 tevens bestuurlijk actief als voorzitter van Stichting Nationale Parken Nederlandse Antillen (Stinapa), Caribisch mariënbiologisch Instituut (Carmabi) en de Antilliaanse sectie van de Adviesraad voor culturele samenwerking tussen de landen van het Koninkrijk (Sticusa).
Op voordracht van premier Don Martina werd Römer per 15 oktober 1983 benoemd tot gouverneur ter opvolging van Bernardito Leito. Hij was de laatste gouverneur van de Antillen bestaande uit zes eilanden en, na uittreding van Aruba, de eerste van de "Antillen van Vijf". Per 1 oktober 1989 trad hij af.
Römer was hierna verbonden aan de Rijksuniversiteit Groningen (RUG) als buitengewoon hoogleraar sociologie en vanaf 1991 als hoogleraar, de eerste Antilliaan in het ambt van gewoon hoogleraar in Nederland. Al jarenlang had Römer zich aan de wetenschap toegewijd. In 1964 bundelde hij zijn voordrachten als socioloog in het boek Ons samenzijn in sociologisch perspectief. Daarna volgde in 1971 zijn Korsow, een sociologische verkenning van een Caribische maatschappij. In 1977 voerde hij de redactie over het boek Cultureel Mozaïek van de Nederlandse Antillen, met tal van bijdragen over taal, cultuur, religie en literatuur. Zijn proefschrift Un pueblo na kaminda werd in 1979 in boekvorm uitgegeven, in 1982 in het Engels vertaald en in 1983 als documentaire verfilmd. In de jaren 90 publiceerde hij een serie essays, uitgegeven in boekvorm door Dovale Associates (Curaçao). Hiertoe behoren onder meer de titels: Op de grens van een millenium over de geschiedenis van Curaçao in de 20ste eeuw; Otrobanda, het verhaal van een stadswijk over de cultureel-historische ontwikkeling een unieke stadsdeel van Willemstad; De Yaya over de figuur van de Afro-Curaçaose kinderverzorgster die een sleutelrol had bij cultuuroverdracht tussen zwarte en blanke bevolkingsgroepen en bij de verspreiding van het Papiaments. Naast deze werken heeft hij als antilleanist nog talloze artikelen over de Curaçaose en Caribische samenlevingen gepubliceerd, onder meer in de tijdschriften Ons Erfdeel, De Gids en Kristòf.
Römer was gehuwd met Jacqueline de Vreese; samen kregen zij drie kinderen. In 2003 overleed hij op 73-jarige leeftijd.

## Onderscheidingen[12]
- Nederland: Officier in de Orde van Oranje-Nassau (1977)
- Nederland: Grootofficier in de Orde van Oranje-Nassau (1990)
- Nederland: Ridder in de Orde van de Nederlandse Leeuw (1985)
- België: Commandeur in de Orde van Leopold II (1986)
- Venezuela: Grootofficier in de Orde van Francisco de Miranda (1975)
- Venezuela: Grootkruis in de Orde van Andrés Bello (1982)
- Venezuela: Grootkruis in de Orde van de Bevrijder (1987)